# Абули (крепость)
Крепость Абули (груз. აბულის ციხე) — мегалитическое сооружение бронзового века в муниципалитете Ахалкалаки в южном регионе Грузии Самцхе-Джавахети. Циклопический форт, построенный с помощью техники сухой кладки, расположен на южном склоне горы Патара-Абули, на высоте 2670 метров над уровнем моря, в горах Малого Кавказа, к юго-востоку от озера Паравани. Крепость внесена в список недвижимых памятников культуры национального значения Грузии.

## Архитектура
Крепость Абули, также известная также как Корогли (название, происходящее от тюркского Koroğlu), имеет множество архитектурных сходств с крепостью Шаори, ещё одним крупным циклопическим городищем, стратегически расположенным в районе озера Паравани.
Крепость Абули представляет собой крупное и сложное сооружение, построенное из 3-5-метровых вулканических базальтовых блоков без использования строительного раствора. Она состоит из центрального укреплённого района, в состав которого входит «цитадель» площадью 60 на 40 метров. В центральную зону можно было попасть через два входа с юга и востока. Жилища или укрытия различных размеров и форм, иногда построенные в два или три уровня, образуют «жилой район», находящийся к востоку от «цитадели».

## Археология
В крепости Абули, как и в крепости Шаори, не было проведено никаких археологических раскопок, что затрудняет точную датировку или отнесение их к какой-либо конкретной культуре. Распространение циклопических крепостей является археологическим свидетельством социальных изменений на Южном Кавказе в период от середины до конца бронзового века, отражающих социальную дифференциацию и появление новых властных элит. Эти укрепления обычно возводились на крутых склонах гор. Распределение поселений и культурные материалы свидетельствуют о том, что те, кто содержал эти горные крепости, осуществляли контроль над пахотными землями и ресурсами. Эти укрепления также могли выполнять экономические и оборонительные функции для внутренних районов владений этих элит. В сентябре 2019 года грузинскими властями был начат многолетний археологический исследовательский проект по дальнейшему изучению и сохранению мегалитических памятников страны, в том числе Абули, Шаори, Авранло и Самебе.